# Roussoellopsis japonica
Roussoellopsis japonica är en svampart som först beskrevs av I. Hino & Katum., och fick sitt nu gällande namn av I. Hino & Katum. 1965. Roussoellopsis japonica ingår i släktet Roussoellopsis, klassen Dothideomycetes, divisionen sporsäcksvampar och riket svampar.   Inga underarter finns listade i Catalogue of Life.